# Monte Hopkins
Il monte Hopkins, alto 3.750 metri, è una montagna della Sierra Nevada in California (USA).
Si trova a nord del Kings Canyon National Park. Ha preso il nome da Mark Hopkins, uno dei costruttori della Central Pacific Railroad (ferrovia del Pacifico centrale).